# Lijst van nummer 1-hits in de Radio 2 Top 30 in 2015
Deze hits stonden in 2015 op nummer 1 in de Vlaamse Radio 2 Top 30.
| Nummer | Datum        | Artiest                         | Titel                           |
| ------ | ------------ | ------------------------------- | ------------------------------- |
| 697    | 3 januari    | Emma Bale                       | All I Want                      |
|        | 10 januari   | Emma Bale                       | All I Want                      |
| 698    | 17 januari   | Oscar and the Wolf              | Strange Entity                  |
| 699    | 24 januari   | Mark Ronson & Bruno Mars        | Uptown funk!                    |
|        | 1 februari   | Mark Ronson & Bruno Mars        | Uptown funk!                    |
| 700    | 7 februari   | Christine and the Queens        | Christine                       |
|        | 14 februari  | Christine and the Queens        | Christine                       |
|        | 21 februari  | Christine and the Queens        | Christine                       |
| 701    | 28 februari  | Ellie Goulding                  | Love Me like You Do             |
|        | 7 maart      | Ellie Goulding                  | Love Me Like You Do             |
|        | 14 maart     | Ellie Goulding                  | Love Me Like You Do             |
|        | 21 maart     | Ellie Goulding                  | Love Me Like You Do             |
| 702    | 28 maart     | OMI                             | Cheerleader                     |
|        | 4 april      | OMI                             | Cheerleader                     |
| 703    | 11 april     | Gavin James                     | The Book of Love                |
| 704    | 18 april     | Stan Van Samang                 | Goeiemorgend, Goeiendag         |
|        | 25 april     | Stan Van Samang                 | Goeiemorgend, Goeiendag         |
|        | 2 mei        | Stan Van Samang                 | Goeiemorgend, Goeiendag         |
|        | 9 mei        | Stan Van Samang                 | Goeiemorgend, Goeiendag         |
| 705    | 16 mei       | Stan Van Samang                 | Een Ster                        |
|        | 23 mei       | Stan Van Samang                 | Een Ster                        |
|        | 30 mei       | Stan Van Samang                 | Een Ster                        |
| 706    | 6 juni       | Loïc Nottet                     | Rhythm inside                   |
|        | 13 juni      | Loïc Nottet                     | Rhythm inside                   |
|        | 20 juni      | Loïc Nottet                     | Rhythm inside                   |
|        | 27 juni      | Loïc Nottet                     | Rhythm inside                   |
|        | 4 juli       | Loïc Nottet                     | Rhythm inside                   |
| 707    | 11 juli      | Nicky Jam & Enrique Iglesias    | El Perdon                       |
|        | 18 juli      | Nicky Jam & Enrique Iglesias    | El Perdon                       |
|        | 25 juli      | Nicky Jam & Enrique Iglesias    | El Perdon                       |
| 708    | 1 augustus   | Lost Frequencies & Janieck Devy | Reality                         |
|        | 8 augustus   | Lost Frequencies & Janieck Devy | Reality                         |
| 707    | 15 augustus  | Nicky Jam & Enrique Iglesias    | El Perdon                       |
|        | 22 augustus  | Nicky Jam & Enrique Iglesias    | El Perdon                       |
| 709    | 29 augustus  | Dimitri Vegas & Like Mike       | Higher place                    |
|        | 5 september  | Dimitri Vegas & Like Mike       | Higher place                    |
|        | 12 september | Dimitri Vegas & Like Mike       | Higher place                    |
| 710    | 19 september | Pharrell Williams               | Freedom                         |
|        | 26 september | Pharrell Williams               | Freedom                         |
|        | 3 oktober    | Pharrell Williams               | Freedom                         |
| 711    | 10 oktober   | Matt Simons                     | Catch & Release (Deepend remix) |
|        | 17 oktober   | Matt Simons                     | Catch & Release (Deepend remix) |
|        | 24 oktober   | Matt Simons                     | Catch & Release (Deepend remix) |
|        | 31 oktober   | Matt Simons                     | Catch & Release (Deepend remix) |
| 712    | 7 november   | Adele                           | Hello                           |
|        | 14 november  | Adele                           | Hello                           |
|        | 21 november  | Adele                           | Hello                           |
|        | 28 november  | Adele                           | Hello                           |
|        | 5 december   | Adele                           | Hello                           |
|        | 12 december  | Adele                           | Hello                           |
| 713    | 19 december  | Coldplay                        | Adventure of a Lifetime         |
|        | 26 december  | Coldplay                        | Adventure of a Lifetime         |